# Caravelas (Ipatinga)
Caravelas é um bairro do município brasileiro de Ipatinga, no interior do estado de Minas Gerais. Localiza-se no distrito-sede, estando situado na Regional IV. Segundo o censo demográfico de 2022, realizado pelo Instituto Brasileiro de Geografia e Estatística (IBGE), sua população era de 8 957 habitantes e havia 3 411 domicílios particulares permanentes ocupados. Possui área de 1,6 km² conforme a prefeitura.
De acordo com o IBGE, em 2010 a população era de 9 581 habitantes e havia 2 949 domicílios particulares.

## História e descrição
Originou-se do loteamento da antiga Fazenda Ipanema, de propriedade da Acesita. Tinha como objetivo constituir uma extensão do bairro Veneza, mas se desenvolveram distintamente. Em 1998, foi aprovado o loteamento Parque Caravelas, situado no município vizinho Santana do Paraíso, na divisa com Ipatinga, como uma continuidade do bairro Caravelas.
A atividade comercial do bairro está concentrada na Avenida Getúlio Vargas e nas ruas adjacentes, que possuem dezenas de estabelecimentos comerciais de segmentos variados. A maioria das ruas do interior da localidade levam nomes de municípios do Brasil, como Itajaí, Goiânia, Olinda, Mossoró e Uruguaiana.
Neste bairro está localizada a Igreja São Pedro, sede da Paróquia Sagrada Família, que também possui comunidades em bairros próximos e está subordinada à Diocese de Itabira-Fabriciano. Outro ponto de referência é o campo do Caravelas, que é utilizado para atividades de lazer e para jogos oficiais e amistosos de futebol. Representa o mando de campo do Caravelas Esporte Clube, que possui conquistas em torneios de futebol amador do município.

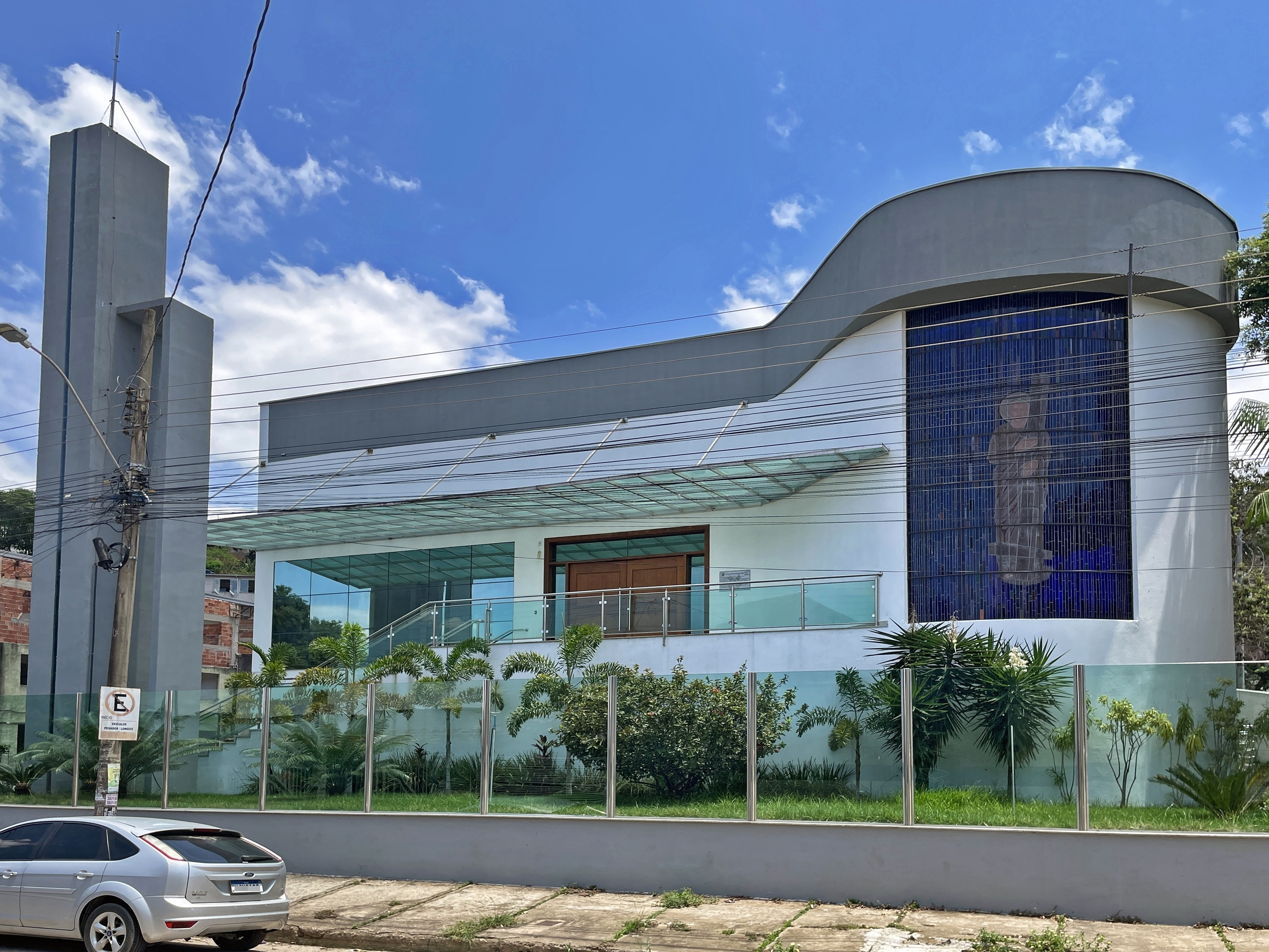
Fachada da Igreja São Pedro, da Paróquia Sagrada Família.
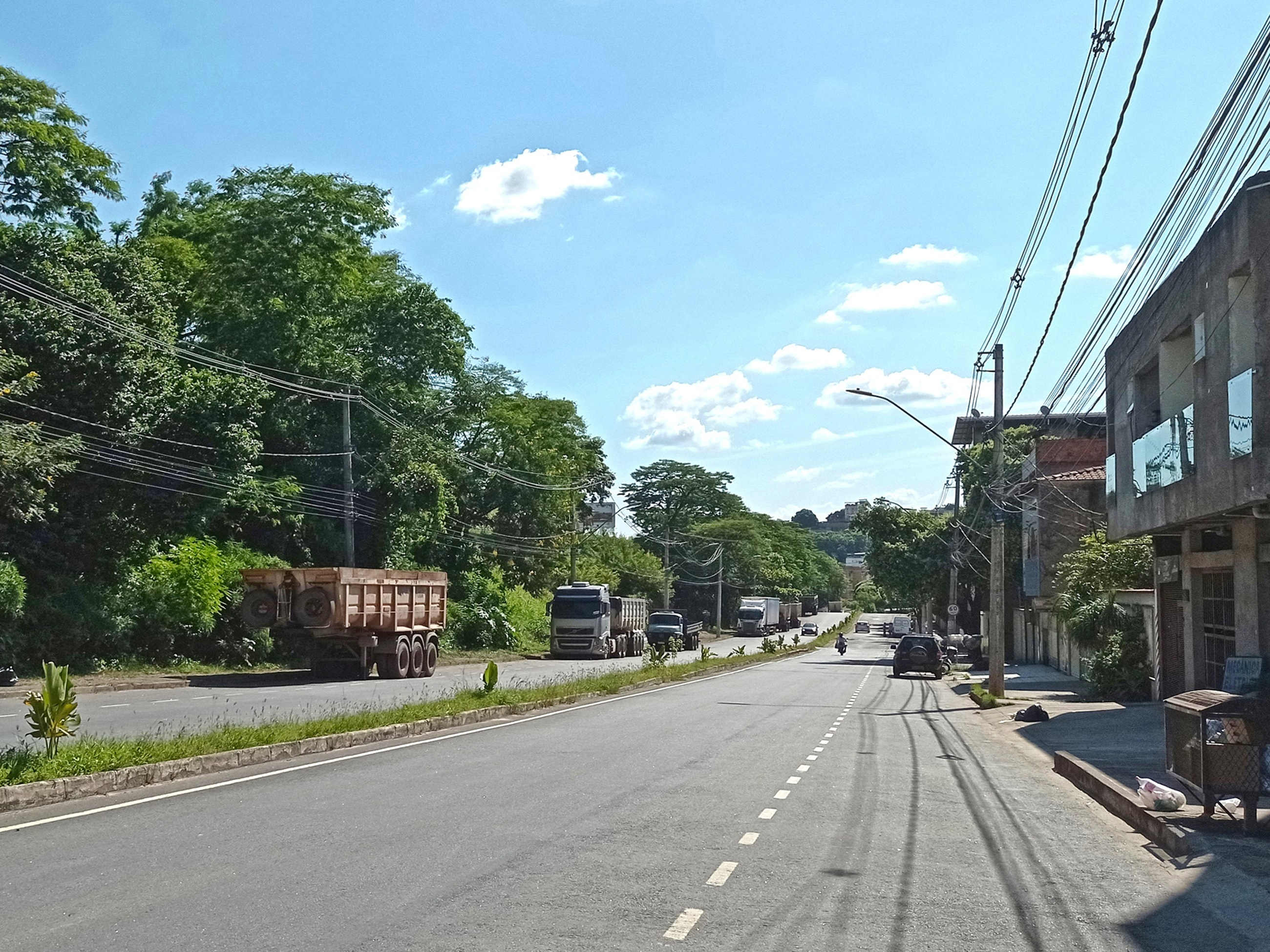
Avenida Colatina no bairro Caravelas